# Азон Фаттах
Азо́н Фатта́х (справжнє ім'я — Фатахутди́нов Азанти́н Нурти́нович, нар. 6 вересня 1923, Шамяк, РРФСР, СРСР — пом. 12 березня 2013, Москва, Росія) — радянський і російський композитор.

## Біографічні відомості
Народився в Татарстані. Закінчив Державний музично-педагогічний інститут імені Гнесіних (1952).
Автор опер, музичних комедій, музики до спектаклів і кінофільмів.

## Фільмографія
Автор музики до українських фільмів:
- «Юнга зі шхуни „Колумб“» (1963)
- «Казка про Хлопчиша-Кибальчиша» (1965)
- «Акваланги на дні» (1965).